# Birka (geslacht)
Birka is een geslacht van  echte bladwespen (familie Tenthredinidae).

## Soorten
- B. alpina Lacourt, 1990
- B. annulitarsis (C. G. Thomson, 1870)
- B. cinereipes (Klug, 1816)